# Nissui
Nissui Corporation (株式会社ニッスイ Kabushiki-gaisha Nissui) (TYO: 1332
) er en multinational fiskeri-, fiske- og akvakulturvirksomhed med hovedkvarter i Tokyo, Japan. Fra 31. marts 1937 til 30. november 2022 november 2022 var den kendt som Nippon Suisan Kaisha Ltd. (日本水産株式会社 Nippon Suisan Kabushiki-gaisha)
Virksomheden blev etableret som fiskeri-divisionen i Tamura Steamship Company i marts 1911 af Ichiro Tamura.
Selskabet har været børsnoteret på Tokyo Stock Exchange siden 16. maj 1949.
I 2023 havde de godt 10.000 ansatte.

## Danmark
I Danmark har de siden 2015 ejet Nordic Seafood, og siden 2020 har de haft delejerskab i Danish Salmon.